# Sindre Henriksen
Sindre Henriksen (* 24. července 1992 Bergen) je norský rychlobruslař.
V roce 2011 poprvé nastoupil ve Světovém poháru juniorů. Ve Světovém poháru startuje od roku 2015, v téže sezóně debutoval na Mistrovství Evropy (8. místo) i světa (1500 m – 7. místo). Na MS 2017 vybojoval s norským týmem bronzovou medaili ve stíhacím závodě družstev. Zúčastnil se Zimních olympijských her 2018, kde v závodě na 1500 m skončil na 7. místě a ve stíhacím závodě družstev získal zlatou medaili. Z Mistrovství světa na jednotlivých tratích 2019 si přivezl stříbro ze stíhacího závodu družstev.